# Ronde van Italië 2019/Elfde etappe
De elfde etappe van de Ronde van Italië 2019 is een rit over 206 kilometer tussen Carpi en Novi Ligure. De etappe die voert over de wegen van Emilia-Romagna gaat over vrijwel vlakke wegen. De laatste tien kilometer lopen wel wat omhoog, maar zijn niet zwaar genoeg om sprinters uit het peloton te laten lossen. De finale bestaat uit een lange weg en de laatste bocht ligt op drie kilometer van de streep. 
| Carpi – Novi Ligure (206 km) |                  |                        |          |
| Plaats                       | Naam             | Ploeg                  | Tijd     |
| 1                            | Caleb Ewan       | Lotto Soudal           | 5u17'26" |
| 2                            | Arnaud Démare    | Groupama-FDJ           | z.t.     |
| 3                            | Pascal Ackermann | BORA-hansgrohe         | z.t.     |
| 4                            | Elia Viviani     | Deceuninck–Quick-Step  | z.t.     |
| 5                            | Davide Cimolai   | Israel Cycling Academy | z.t.     |
| 6                            | Simone Consonni  | UAE Team Emirates      | z.t.     |
| 7                            | Ryan Gibbons     | Team Dimension Data    | z.t.     |
| 8                            | Giacomo Nizzolo  | Team Dimension Data    | z.t.     |
| 9                            | Jakub Mareczko   | CCC Team               | z.t.     |
| 10                           | Sean Bennett     | EF Education First     | z.t.     |
|                              |                  |                        |          |
| 23                           | Sam Oomen        | Team Sunweb            | z.t.     |
| 30                           | Jan Bakelants    | Team Sunweb            | z.t.     |

| Algemeen klassement |                    |                             |           |
| Plaats              | Naam               | Ploeg                       | Tijd      |
| Roze trui           | Valerio Conti      | UAE Team Emirates           | 45u02'05" |
| 2                   | Primož Roglič      | Team Jumbo-Visma            | + 1'50"   |
| 3                   | Nans Peters        | AG2R La Mondiale            | + 2'21"   |
| 4                   | José Joaquín Rojas | Movistar Team               | + 2'33"   |
| 5                   | Fausto Masnada     | Androni Giocattoli-Sidermec | + 2'36"   |
| 6                   | Andrey Amador      | Movistar Team               | + 2'39"   |
| 7                   | Amaro Antunes      | CCC Team                    | + 3'05"   |
| 8                   | Valentin Madouas   | Groupama-FDJ                | + 3'27"   |
| 9                   | Giovanni Carboni   | Bardiani-CSF                | + 3'30"   |
| 10                  | Peio Bilbao        | Astana Pro Team             | + 3'32"   |
|                     |                    |                             |           |
| 12                  | Bauke Mollema      | Trek-Segafredo              | + 3'45"   |
| 13                  | Pieter Serry       | Deceuninck–Quick-Step       | + 3'47"   |

1e etappe ·
2e etappe ·
3e etappe ·
4e etappe ·
5e etappe ·
6e etappe ·
7e etappe ·
8e etappe ·
9e etappe ·
10e etappe ·
11e etappe ·
12e etappe ·
13e etappe ·
14e etappe ·
15e etappe ·
16e etappe ·
17e etappe ·
18e etappe ·
19e etappe ·
20e etappe ·
21e etappe
Startlijst · Eindstanden · Afbeeldingen